# Szulimán
Szulimán is een plaats (község) en gemeente in het Hongaarse comitaat Baranya. Szulimán telt 250 inwoners (2010).

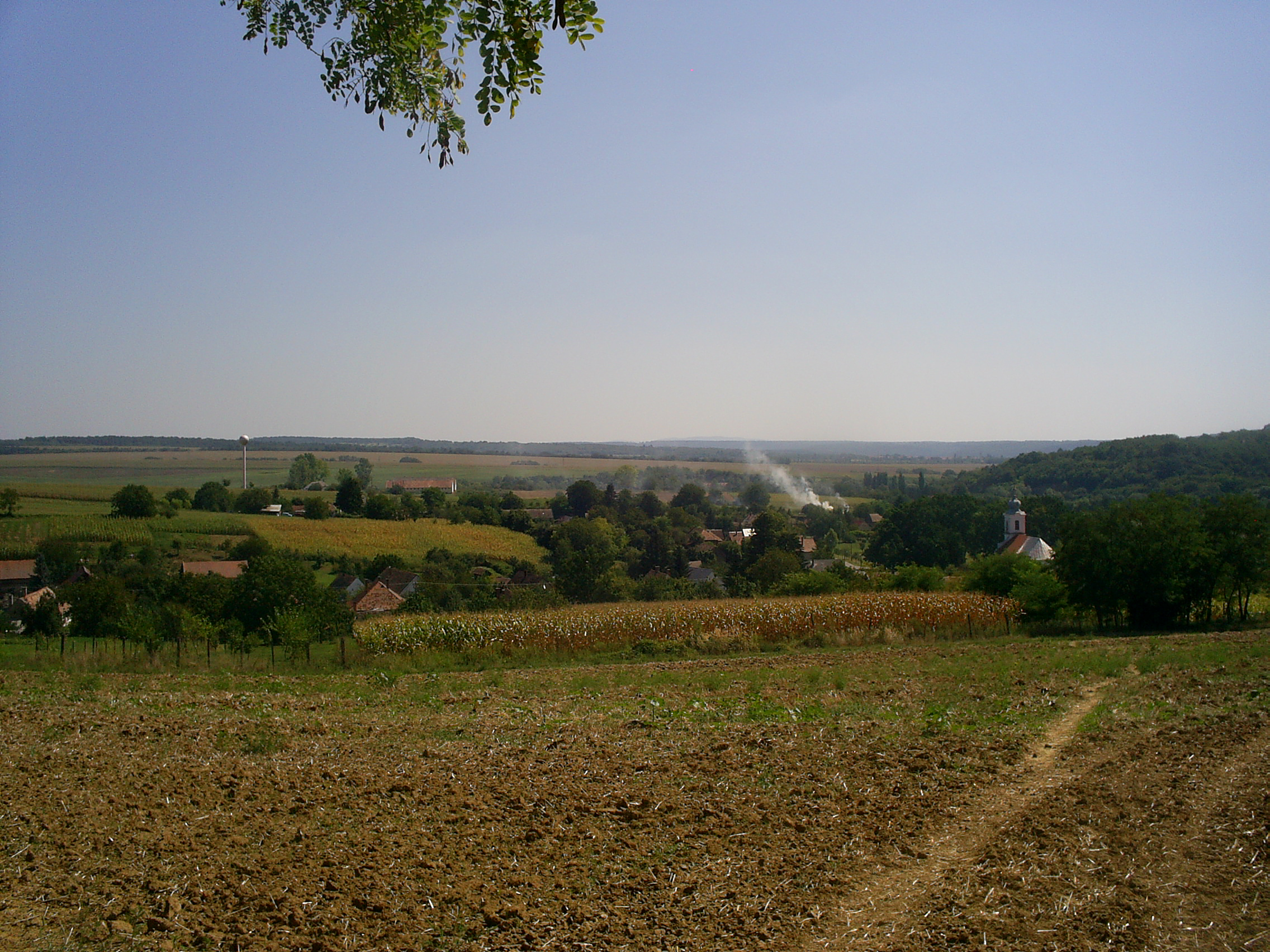
Szulimán
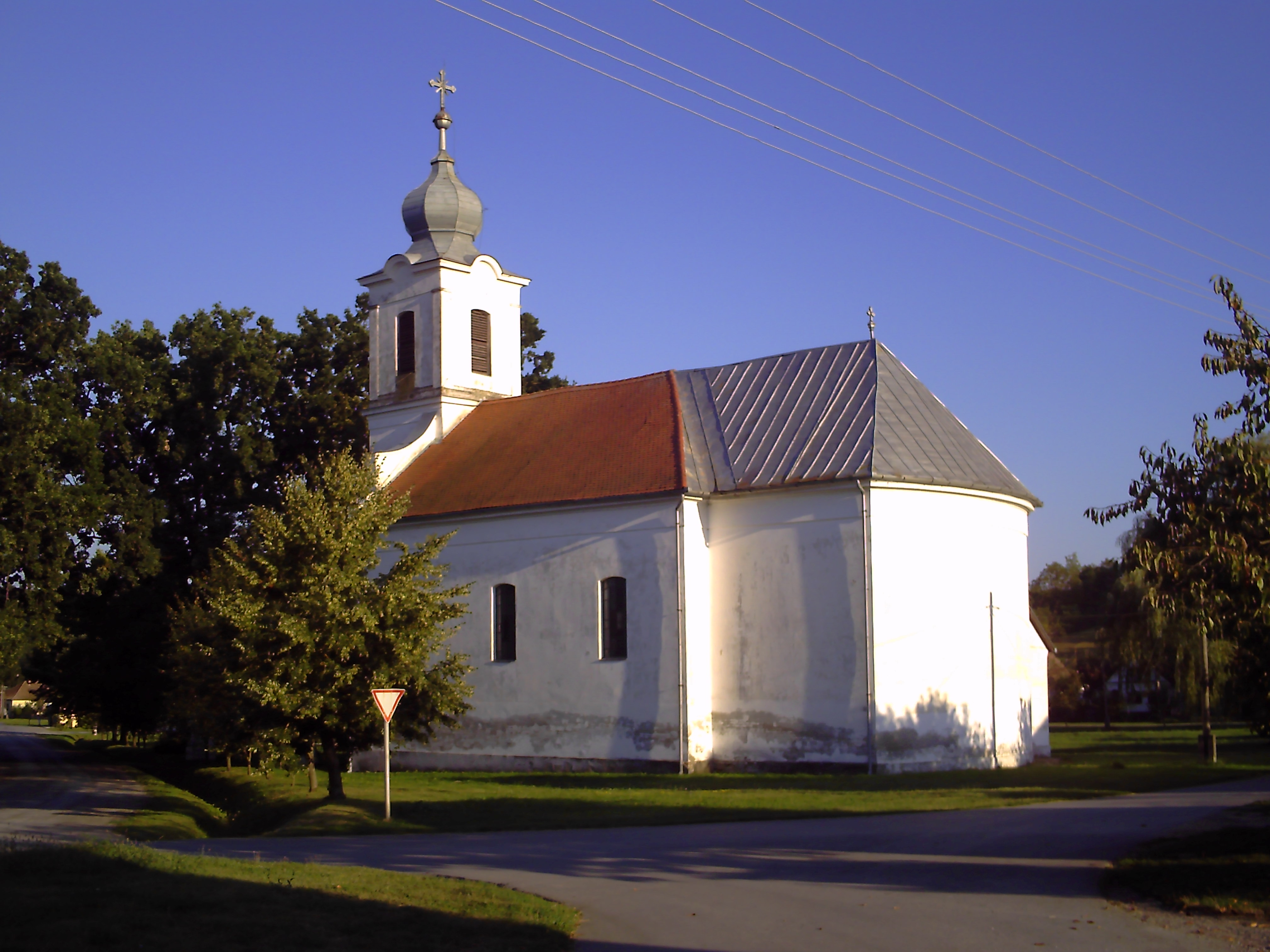
Kerk van Szulimán